# Magic (álbum de Gillan)
Magic es el sexto álbum de estudio del grupo Gillan, editado en 1982 por Virgin Records.
Este disco marcó el final de Gillan como grupo activo, ya que al poco tiempo, Ian Gillan se uniría a Black Sabbath, en reemplazo del cantante americano Ronnie James Dio.
Magic fue reeditado en 1989 y 2007 con siete bonus tracks, incluyendo lados B y versiones.

## Lista de temas
Autores Ian Gillan/Colin Towns, excepto los indicados
Lado A
1. "What's the Matter" (Gillan, John McCoy, Janick Gers) – 3:33
2. "Bluesy Blue Sea" (Gillan, Gers) – 4:48
3. "Caught in a Trap" – 3:34
4. "Long Gone" – 3:59
5. "Driving Me Wild" – 3:05

Lado B
1. "Demon Driver" – 7:15
2. "Living a Lie" – 4:27
3. "You're So Right" (Gillan, McCoy) – 2:55
4. "Living for the City" (Stevie Wonder) – 4:27
5. "Demon Driver (reprise)" – 0:42

## Personal
- Ian Gillan – voz, armónica
- Janick Gers – guitarra
- Colin Towns – teclados
- John McCoy – bajo
- Mick Underwood – batería